# Johann Depken (Politiker, 1868)

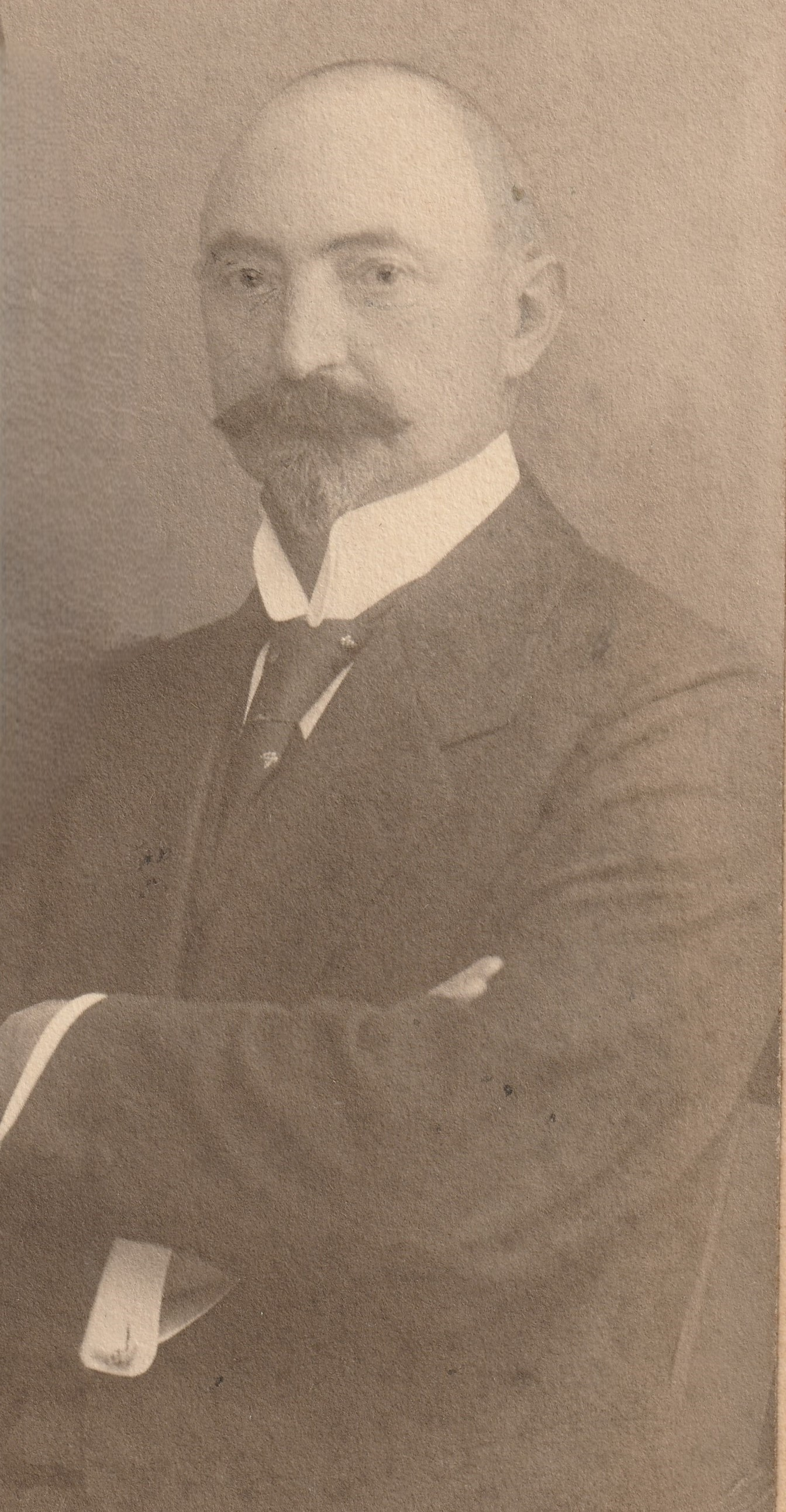
Johann Depken als Vorsitzender der Landwirtschaftskammer Bremen

Johann Depken (* 7. Februar 1868 in Schwachhausen; † 10. August 1938 ebenda) war ein deutscher Politiker. Er war Mitglied der Bremischen Bürgerschaft.

## Leben
Johann Depken war der Sohn des gleichnamigen Politikers Johann Depken. Dora Garbade war seine Tochter.
Er besuchte die Handelsschule in Bremen. Anschließend begann er eine landwirtschaftliche Ausbildung, zunächst auf dem elterlichen Betrieb, dann für ein Jahr auf einem Gut in Mecklenburg. Nach dem Militärdienst war er ferner noch auf dem Gut Winnenthal, studierte zwei Semester Landwirtschaft in Göttingen und war für ein Jahr auf der Domäne Laar. Im Alter von 24 Jahren wurde er schließlich Pächter des elterlichen Betriebs.
Depken wurde 1903 als Vertreter der 7. Klasse der Landwirte in die Bremische Bürgerschaft gewählt. Dieser gehörte er bis 1933 an, ab 1920 als Vertreter der Deutschnationalen Volkspartei.
Ab 1910 war er Mitglied der Landwirtschaftskammer Bremen und ab 1913 stellvertretender Vorsitzender. Von 1916 bis zur Auflösung der Kammer im Oktober 1933 war er deren Vorsitzender. Als Nachfolger seines Vaters wurde er 1911 Präsident des Landwirtschafts-Vereins für das bremische Gebiet und blieb dies bis 1931. Außerdem wurde er in den Deutschen Landwirtschaftsrat gewählt.